# Nicolas de Lamoignon de Basville

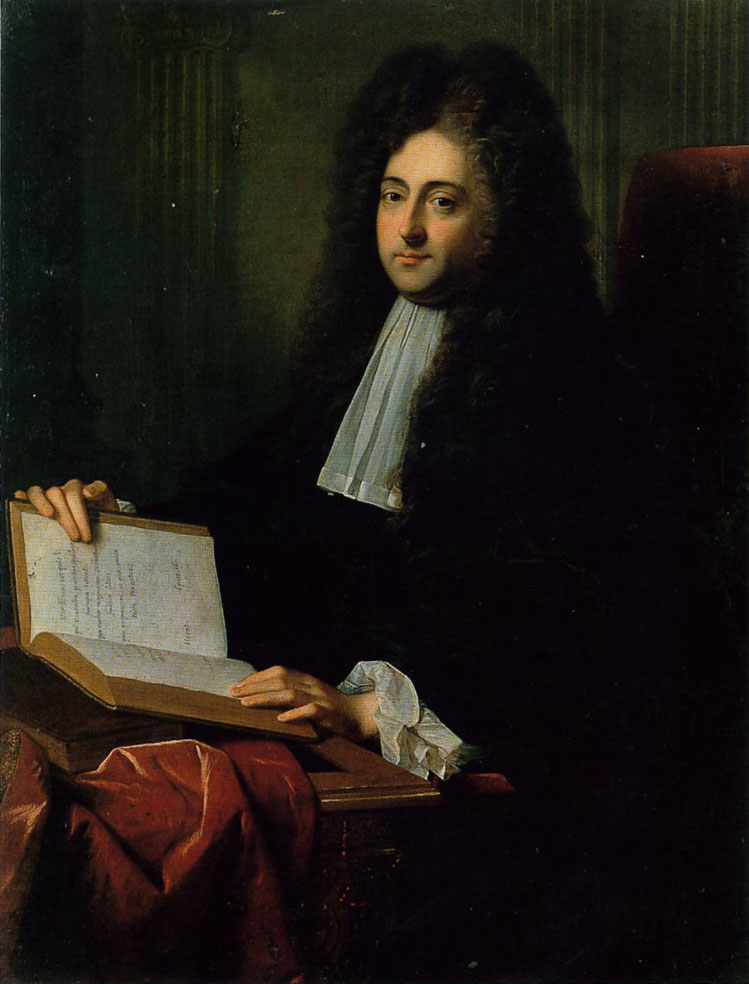
Portret (omstreeks 1700)

Nicolas de Lamoignon de Basville (Parijs, 26 april 1648 - aldaar, 17 mei 1724) was een magistraat en bestuurder in het koninkrijk Frankrijk. Hij is vooral bekend vanwege zijn strijd tegen de protestanten in de Languedoc, terwijl hij daar intendant was tussen 1685 en 1718.

## Biografie
Hij was de zoon van Guillaume de Lamoignon, die eerste voorzitter was van het Parlement van Parijs. Hij studeerde bij de jezuïeten aan het Collège de Clermont. Daarna maakte hij snel carrière in de magistratuur. Op 19 jaar werd hij advocaat aan het Parlement van Parijs en na een reis naar Italië werd hij op 22 jaar raadsman. Vervolgens werd hij rekwestmeester en op 25 jaar werd hij lid van de Raad van State.

### Intendant in Poitou
Basville werd intendant, eerst in Montauban en vervolgens in Pau. In 1682 volgde hij zijn neef René de Marillac op als intendant van Poitou. Deze aanstelling gebeurde op voorspraak van Françoise d’Aubigné, die later maîtresse van koning Lodewijk XIV werd en met wie Basville een levenslange vriendschapsband onderhield.
De Marillac had in Poitou de dragonnades ingevoerd, waarbij dragonders van de koning bij protestanten werden ingekwartierd om hen zo te dwingen zich te bekeren tot het katholicisme. Deze methode was succesvol maar de brutaliteit waarmee ze gepaard ging zorgde voor ophef in Parijs. Als intendant liet Basville in 1685 de protestantse kerk van Poitiers afbreken.

### Intendant in Languedoc

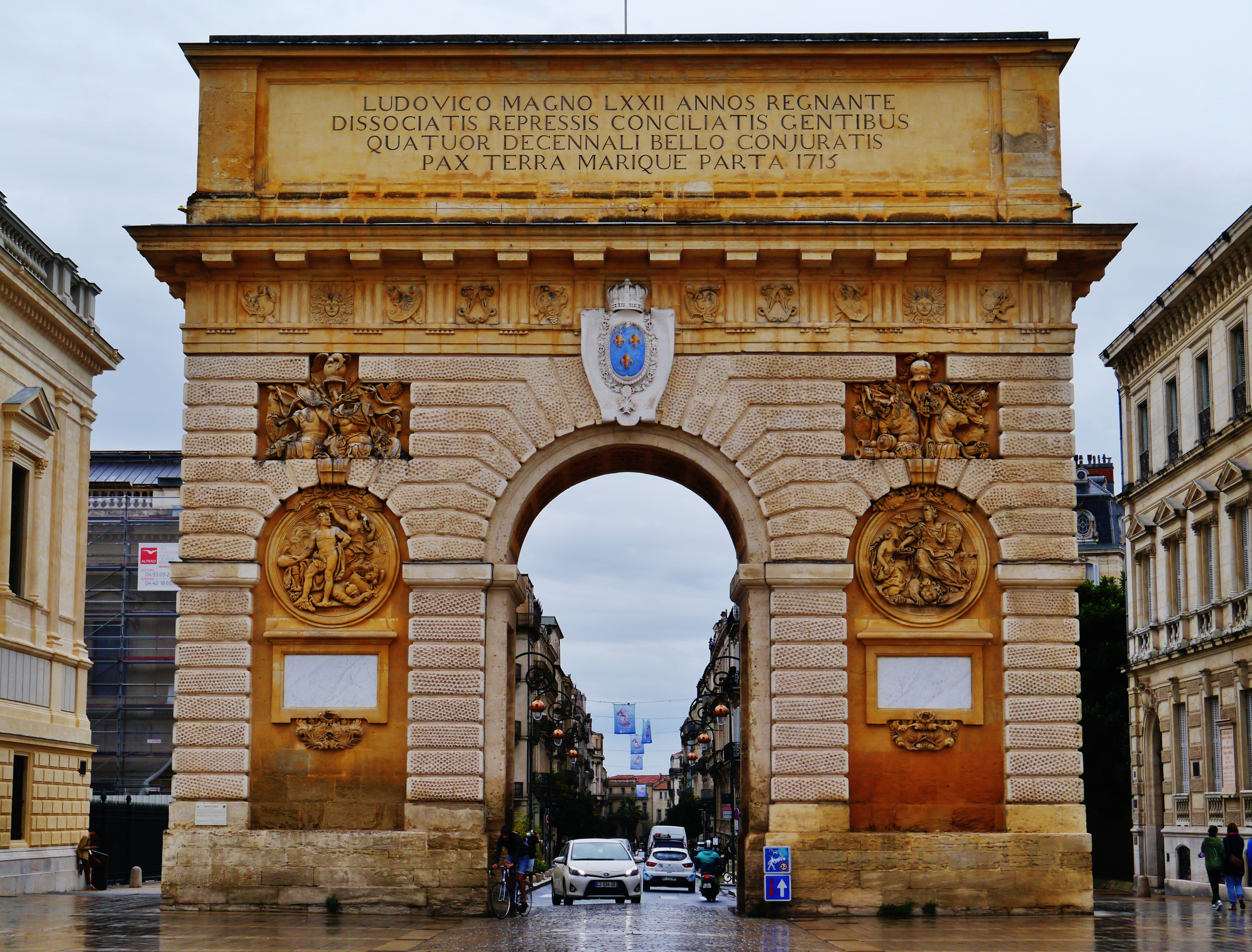
De Porte du Peyrou in Montpellier

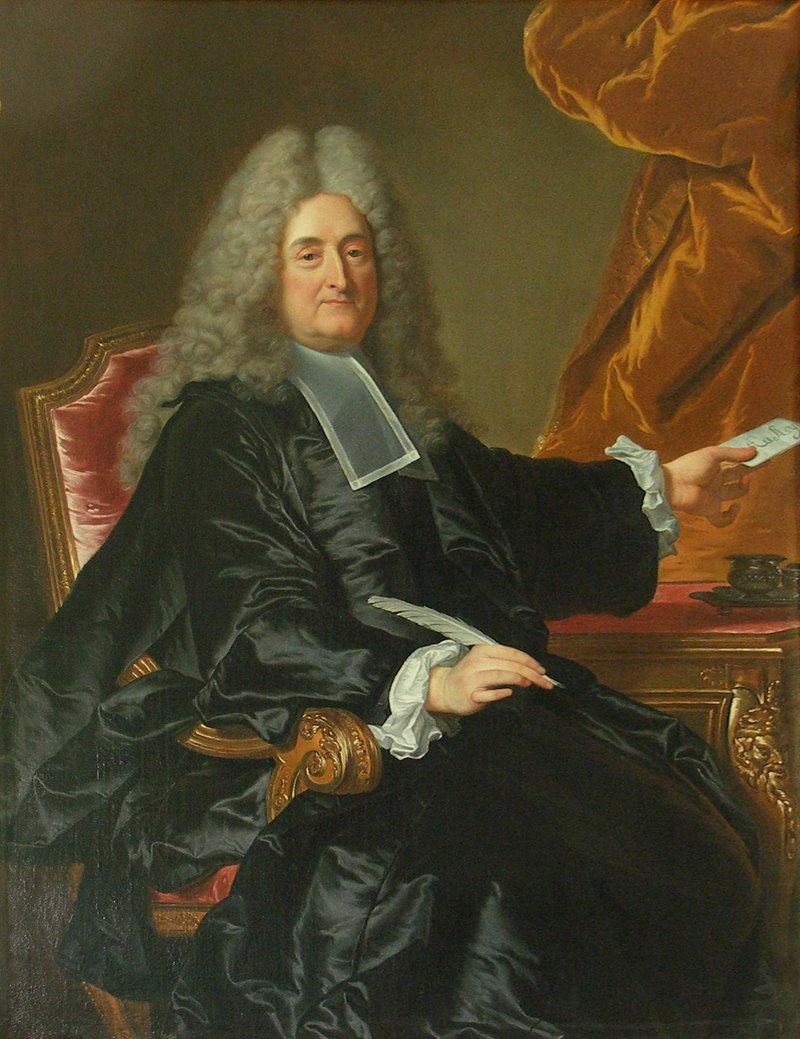
Portret door Hyacinthe Rigaud (1718)

Later dat jaar werd Basville benoemd tot intendant van Languedoc. Hij volgde daar Henri d'Aguesseau op. Die laatste keurde de dragonnades af en koning Lodewijk XIV wenste een krachtige figuur om de vele protestanten  van de Languedoc weer naar de Katholieke Kerk te leiden. Basville verkoos Montpellier als residentie boven Toulouse. Hij nam zijn intrek in het Hôtel d'Audessan in Montpellier. Enkele weken na zijn aankomst werd het Edict van Fontainebleau door de koning ondertekend dat de geloofsvrijheid van de protestanten verleend door het Edict van Nantes afschafte. Onder dreiging van de koninklijke dragonders zwoer de meerderheid van de protestanten van de Languedoc hun geloof af. In Montpellier waren dit 4.500 van de 7.000 protestanten. De rest vluchtte richting Zwitserland (de rijkeren) of naar de omliggende dorpen waar ze ondergronds gingen. Nauwelijks een maand na het begin van de dragonnades in de Languedoc werden 200.000 bekeringen geteld. Van de 180 pastors in de Languedoc zwoer 20% het geloof af en ging 80% in ballingschap. Basville nam nog andere maatregelen. Alle protestantse kerken werden afgebroken en er werden nieuwe katholieke kerken voor in de plaats gebouwd, of de oude werden vergroot. In steden en streken waar de protestanten sterk stonden, liet hij forten bouwen om de bevolking in het gareel te houden (Nîmes, Alès, Saint-Hippolyte-du-Fort). Door de Cevennen liet hij nieuwe wegen aanleggen om troepenverplaatsingen te vergemakkelijken. Basville vertrouwde eerder op de jezuïeten en de kapucijnen dan op de plaatselijke bisschoppen om de bekeringen in goede banen te leiden. Het bisdom Nîmes liet hij opsplitsen en aan het hoofd van het nieuwe bisdom Alès plaatste hij zijn vertrouweling François Chevalier de Saulx.
Veel van de bekeringen waren voor de schijn en de protestanten bleven zich in het geheim verzamelen. Er volgde een constante strijd tegen deze camisards. Tijdens zijn periode als intendant werden 75 pastors en predikanten geëxecuteerd in de Languedoc. Nog eens 15 werden er gedood terwijl ze probeerden te vluchten bij hun arrestatie. In 1702 barstte een opstand uit onder de camisards. Deze werd met veel wreedheid onderdrukt door Basville en de militaire commandanten, Victor-Maurice de Broglie, Nicolas Auguste de La Baume en Claude Louis Hector de Villars. Tegen december 1704 was de oorlog voorbij al bleven er tot 1710 kleinere opstanden opduiken.
Basville zette zich ook in voor de verfraaiing van Montpellier als nieuwe hoofdstad van de Languedoc. Hij liet onder andere de Porte du Peyrou optrekken en een ruiterstandbeeld van Lodewijk XIV. De inhuldiging van dit standbeeld was zijn laatste wapenfeit voor hij in 1718 met pensioen ging en terugkeerde naar Parijs.
Basville was toen al 70 jaar oud en doof. Toch bleef hij een invloedrijke figuur in Parijs en hij zette koning Lodewijk XV aan tot een streng beleid tegenover de Franse protestanten.

### Privéleven
Basville huwde in 1672 met Anne-Louise Bonnin de Chalucet. Zij was enkele jaren ouder dan haar echtgenoot en kwam uit een gefortuneerde familie. Het echtpaar kreeg acht kinderen, waarvan er maar twee de volwassen leeftijd bereikten. Zijn zoon Guillaume-Urbain Lamoignon de Courson (1674-1742) werd net als zijn vader intendant en lid van de Raad van State. Zijn dochter Marie-Madelaine (1687-1744) huwde met de magistraat Michel Robert Le Pelletier des Forts. 
Daarnaast had Basville jarenlang een affaire met Gabrièle Pavée de Villevieille, de echtgenote van François d'Audessan, voorzitter van het Rekenhof van Montpellier.

## Geschriften
In 1696 schreef Basville Mémoires pour servir à l'histoire de Languedoc, een gedetailleerde beschrijving van de Languedoc tussen 1685 en 1696. Het manuscript telde 800 pagina's en was bestemd voor Paul de Beauvilliers, de gouverneur van de kleinzoon van koning Lodewijk XIV. Die had aan alle intendanten van de koning zulke beschrijving gevraagd.